# Familiář
Familiář je asociovaný člen – terciář Německého řádu (dříve známého jako Řád německých rytířů). Jedná se o muže – laiky, kteří žijí v civilním životě (manželé, svobodní, ovdovělí), ale jsou přidruženi k Německému řádu a v podmínkách svého života se snaží naplňovat ideály, kterými tento řád žije.
Tento institut vznikl dle pravidel z roku 1244 a vytrval až do změny řehole v roce 1606. Nicméně v souvislosti s reformou Německého řádu po první světové válce došlo k obnovení toho druhu členství v roce 1936.
Familiáři se člení územně na baillivy a komendy. Dnes jich je asi 700 po celém světě.